# Pitta di San Martino

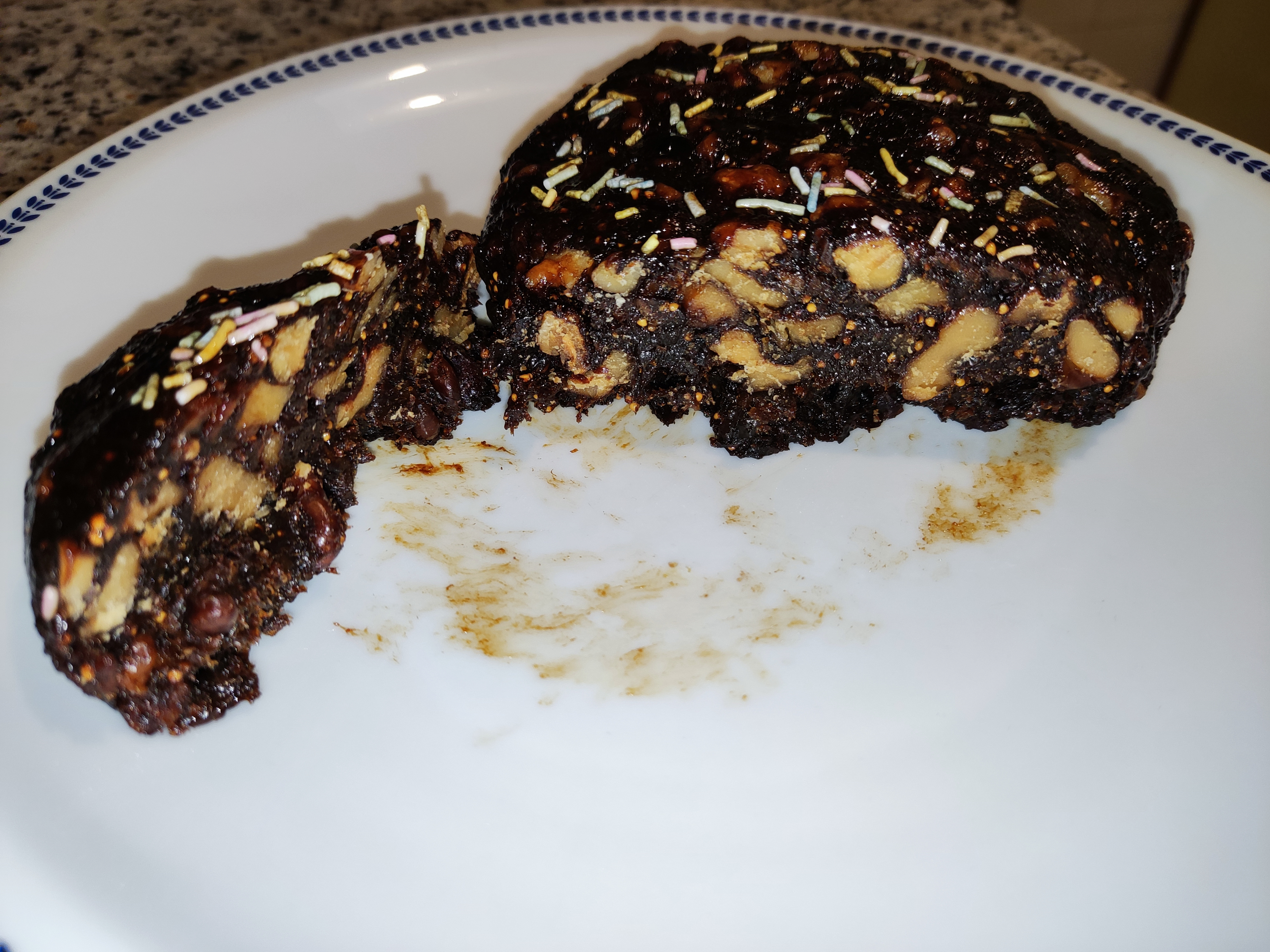
Pitta di San Martino preparata a Stilo

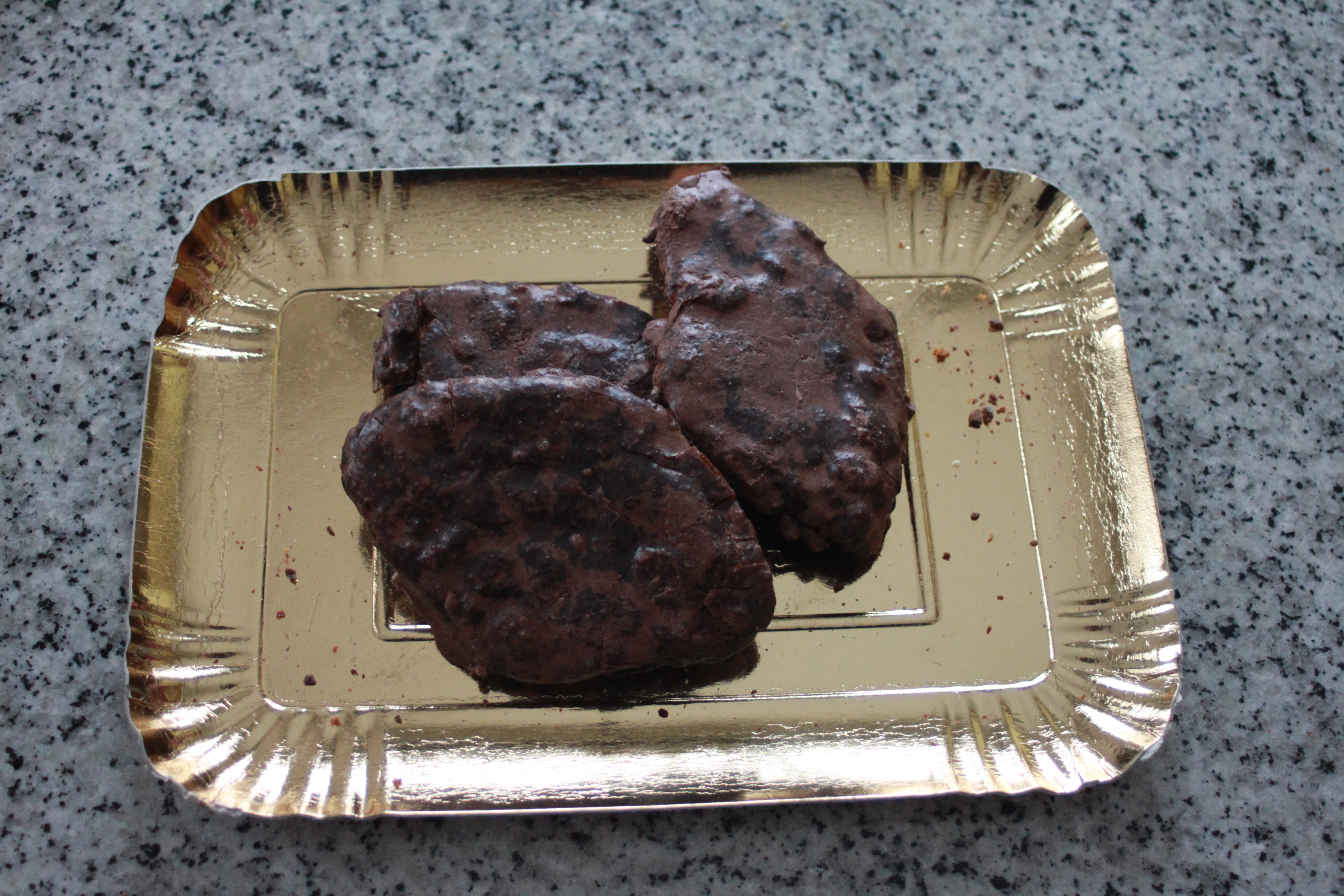
Pitta di San Martino

La Pitta di San Martino è un dolce natalizio tipico della Provincia di Reggio Calabria.

## Ricetta[3]

### Ingredienti
- Pasta di pane
- uovo
- strutto
- zucchero
- cioccolato amaro fondente
- fichi secchi
- noce sgusciate
- uva passa
- mosto o vino cotto

### Preparazione
1. Tagliare tutti gli ingredienti a pezzettini
2. impastarli con il vin cotto
3. fare dei panetti e infornare a 180° per 30 minuti
4. dopo cotti spennellarli col vin cotto.
5. Aggiungere all'impasto una spolverata di garofano, cannella, e cacao amaro.
6. Una volta freddi tagliarli a fette.